# 巴西航空工業EMB 110
巴西航空工業EMB 110「先鋒」（Embraer EMB 110 Bandeirante）是由巴西航空工業研發的雙引擎螺旋槳飛機，最高載客量為21人，同時也設有軍用版本。不過EMB 110很快被EMB 120所取代。

## 外部連結
- Embraer（页面存档备份，存于）